# Гранфельт, Эрик
Эрик Густав Гранфельт (швед. Erik Gustaf Granfelt; 17 ноября 1883, приход Свейского артиллерийского полка — 18 февраля 1962, Тобю, Стокгольм) — шведский гимнаст и перетягиватель каната, чемпион летних Олимпийских игр 1908 года.
На Играх 1908 года в Лондоне Гранфельт участвовал только в командном первенстве, в котором его сборная заняла первое место. Кроме того, он был знаменосцем сборной Швеции на церемонии открытия Игр.
За два года до этого, Гранфельт участвовал в перетягивании каната на Олимпийских играх 1906 года в Афинах, где его команда заняла третье место, однако Международный олимпийский комитет не признаёт эти Игры и поэтому формально награда считается неофициальной.
Брат гимнастов Нильса и Ганса Гранфельтов.